# Vuelo 9633 de Yak Service
El vuelo 9633 de Yak Service fue un accidente aéreo que tuvo lugar a las 16:02 hora local del 7 de septiembre de 2011, cuando un avión de pasajeros Yakovlev Yak-42D operado por la aerolínea rusa Yak Service se estrelló en la región de Yaroslavl (Rusia). El avión sobrevoló la pista del aeropuerto de Tunoshna antes de despegar brevemente, golpeó un mástil de antena, se incendió y se estrelló en la orilla del río Volga. Fallecieron 44 personas, entre ellos, todos los miembros del equipo de hockey sobre hielo del Lokomotiv Yaroslavl.
La investigación posterior determinó que varios factores contribuyeron al accidente, incluido un entrenamiento deficiente, el cálculo incorrecto de la velocidad de despegue por parte de la tripulación de vuelo y la aplicación involuntaria del frenado de las ruedas por parte de uno de los pilotos, que había colocado los pies incorrectamente en los pedales. Más tarde se reveló que el piloto había usado documentos falsificados para obtener el permiso para volar el avión, y que ambos miembros de la tripulación carecían del entrenamiento necesario para volar el Yak-42.

## La aeronave

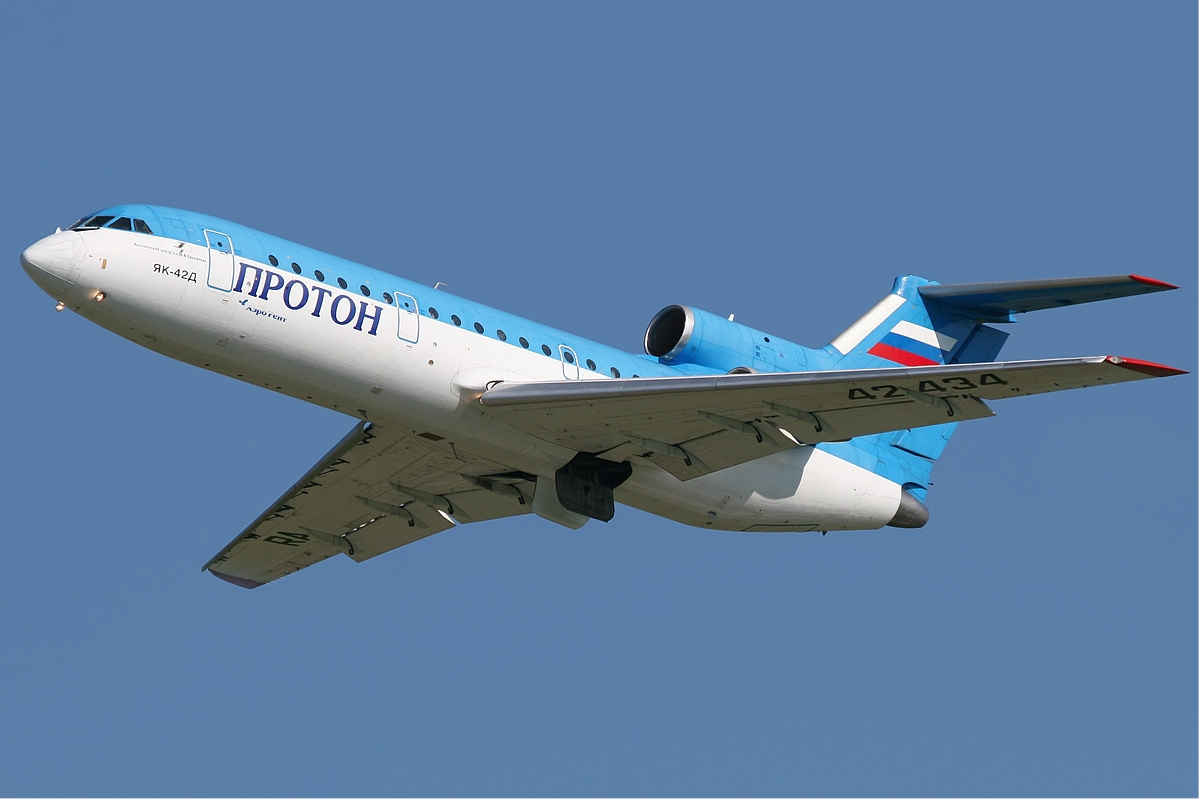
El Yakovlev Yak-42D involucrado en el accidente, en 2006.

La aeronave, era un Yakovlev Yak-42D de 18 años, con número de fabricación 4520421301017, que entró en servicio en el año 1993 con Tatarstan Airlines, y posteriormente fue vendido a la aerolínea chárter Yak Service, la cual operaba la aeronave en el momento del accidente.
La aeronave, mientras que estuvo operando para Tatarsan airlines, había sido excluida del espacio aéreo de la Unión Europea, debido a problemas de seguridad aérea. No obstante, la aeronave en cuestión tampoco tenía permiso para sobrevolar el espacio aéreo de la UE, al carecer de sistemas EGPW y TCAS instalados a bordo.

## Supervivientes
- Alexander B. Sizov - Ingeniero de vuelo[5]
- Alexander Galimov, 26 años - Extremo.[6] Falleció días después en un hospital de Moscú.[7]

## Fallecidos

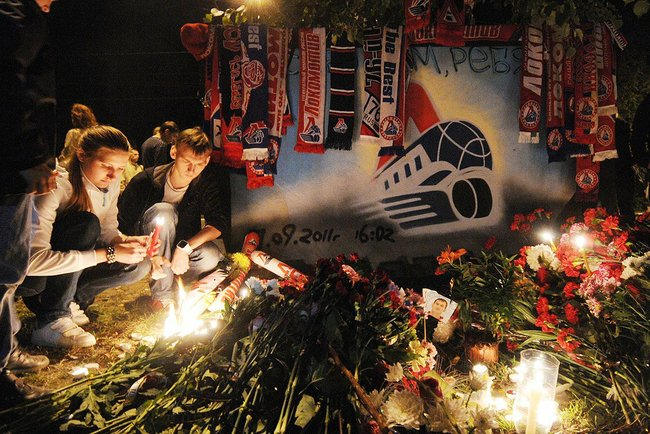
Aficionados depositan velas en el estadio Arena-2000 de Yaroslavl.

### Tripulación
Fallecieron siete de los ocho miembros de la tripulación:
- Andrey Solomentsev - comandante
- Igor K. Zhevelov - copiloto
- Yelena Sarmatova - azafata
- Nadezhna Muzafarovna Maksumova - azafata
- Yelena Shavina - azafata
- Vladimir Matyushkin - ingeniero de vuelo
- Sergey V. Zhuravlev - mecánico

### Jugadores
- Alexander Galimov, 26 - Extremo derecho (falleció cinco días más tarde en el hospital)
- Vitaly Anikeenko, 24 - Defensa
- Michael Balandin, 31 - Defensa
- Alexander Vasyunov, 23 - Extremo
- Josef Vašíček, 30 - Centro
- Alexander Vyuhin, 38 - Portero
- Pavol Demitra, 36 - Centro
- Robert Dietrich, 25 - Defensa
- Marat Kalimulin, 23 - Defensa
- Alexander Kalyanin, 23 - Extremo
- Andriy Kiryukhin, 24 - Extremo
- Nikita Klyukin, 21 - Centro
- Stefan Liv, 30 - Portero
- Jan Marek, 31 - Extremo
- Sergei Ostapchuk, 21 - Centro
- Karel Rachůnek, 32 - Defensa
- Ruslan Salei, 36 - Defensa
- Karlis Skrastins, 37 - Defensa
- Paul Snurnitsyn, 19 - Extremo
- Daniil Sobchenko, 20 - Extremo
- Ivan Tkachenko, 31 - Extremo
- Pavel Trachanov, 33 - Defensa
- Gennady Churilov, 24 - Centro
- Max Shuvalov, 18 - Defensa
- Artem Yarchuk, 21 - Extremo

### Cuerpo técnico
- Brad McCrimmon, 52 - Entrenador
- Alexander Karpovtsev, 41 - Entrenador asistente
- Igor Korolev, 41 - Entrenador asistente
- Yevgeni Sidorov - Entrenador táctico
- Andrei Zimin - Médico
- Aleksandr Belyayev - Fisio
- Vyacheslav Kuznetsov - Fisio
- Nikolai Krivonosov - Preparador
- Vladimir Piskunov - Administrador
- Yuri Bakhvalov - Cámara

## Filmografía
Este accidente fue presentado en el programa de televisión canadiense Mayday: catástrofes aéreas, transmitido en National Geographic Channel.